# Fågelboskogen
Fågelboskogen este o arie protejată (arie specială de conservare — SAC, sit de importanță comunitară — SCI) din Suedia întinsă pe o suprafață de 13,6 ha, integral pe uscat.

## Localizare
Centrul sitului Fågelboskogen este situat la coordonatele 58°56′13″N 17°17′32″E / 58.937°N 17.2923°E.

## Înființare
Situl Fågelboskogen a fost declarat sit de importanță comunitară în decembrie 1998 pentru a proteja 1 specie de plante. Situl a fost protejat și ca arie specială de conservare în martie 2011.

## Biodiversitate
Situată în ecoregiunea boreală, aria protejată conține 2 habitate naturale: Taiga vestică, Păduri caducifoliate de mlaștină fino-scandinave.
La baza desemnării sitului se află o specie protejată de  plante: Buxbaumia viridis.